# Světlana Zacharovová
Světlana Jurjevna Zacharovová (rusky Светлана Юрьевна Захарова, * 10. června 1979 Luck, Ukrajinská SSR) je ruská baletka, první sólistka Velkého divadla v Moskvě a La Scaly v Miláně. V letech 2007–2011 byla poslankyní Státní dumy jako členka Jednotného Ruska.

## Životopis
Od šesti let docházela do tanečního studia, baletu se ale věnovala až od deseti let, kdy začala navštěvovat Kyjevské choreografické učiliště. Tam trénovala především s Valerií Suleginovou. V roce 1995, po ukončení šestiletého studia v kyjevské škole, se zúčastnila Mezinárodní soutěže mladých tanečníků v Petrohradě. Vyhrála druhé místo s variací princezny Floriny v Pas de deux Modrého ptáka z baletu Spící krasavice, s Balanchinovým pas de deux a první místo s variací z baletu Paquita.
Po soutěži měla přestoupit do Akademie A. Vaganovové v Petrohradě. Místo očekávaného druhého ročníku byla přijata rovnou do třetího, do třídy význačné kirovovské baleríny minulé generace Jeleny Jevtějevové. Ještě za studií ztvárnila Stín v Bajadéře, Mášenku v Louskáčkovi, královnu Dryád v Donu Quijotovi a umírající labuť přímo na jevišti Mariinského divadla.
Roku 1996 absolvovala Akademii Vaganovové a okamžitě byla přijata do souboru Mariinského baletu, i když jí bylo pouze 17 let. O rok později byla jmenována první sólistkou. V souboru tančila pod vedením baletní mistryně Olgy Mojsejevové, se kterou navázala dobrý vztah. V Petrohradě ztvárnila mnoho rolí jak v klasické, tak moderní choreografii, např.: Odetu-Odilii v Labutím jezeře, Auroru ve Spící krasavici, Medoru v Korzárovi, Nikiju v Bajadéře, Giselle ve stejnojmenném baletu a mnoho jiných rolí. Jejím stálým partnerem tam byl Igor Zelenskij.
V roce 2003 se stala členkou souboru moskevského Velkého divadla, rovněž se smlouvou první sólistky. Tam se dále zdokonalovala pod vedením Ljudmily Semeňakové. Kromě již uvedených rolí tam do svého repertoáru přidala Aspicii ve Faraónově dceři, Kitri v Don Quijotu, Carmen ve stejnojmenném baletu, Hyppolitu/Titanii ve Snu noci svatojánské a další. V roce 2013 měla tančit Taťánu v Oněginovi Johna Cranka po boku Davida Hallberga, ale odmítla vystoupit z rozhořčení nad tím, že neměla být sólistkou v premiérovém obsazení.
Vystupovala také na nejvýznamnějších zahraničních scénách, např. v Royal Opera House v Covent Garden v Londýně, v Metropolitní opeře v New Yorku, v Paříži, nebo Mnichově. Mezi její partnery patřili kupř. José Manuel Carreño, Roberto Bolle, Jiří Bubeníček, Laurent Hilaire nebo Andrej Uvarov.
15. a 17. května 2013 vystoupila také poprvé v Praze, na scéně Státní opery tančila titulní roli v baletu Giselle a vysloužila si nadšené recenze.
Byla také jednou z hvězd slavnostního zahájení Zimních olympijských her 2014 v Soči (vystoupila mj. s Ivanem Vasiljevem ve fragmentu podle Vojny a míru Lva Nikolajeviče Tolstého).
Od roku 2017 působí v porotě Cen Benois de la danse, od roku 2021 nastoupila za Jurije Grigoroviče do funkce předsedkyně poroty.
Dne 11. března 2014 podepsala kolektivní prohlášení ruských kulturních osobností, kterým podpořily postoj prezidenta Vladimira Putina v anexi ukrajinského Krymu. Ukrajina ji v lednu 2023 zařadila na sankční seznam. V následujícím období Ukrajina opakovaně protestovala proti vystoupení Zacharovové na zahraničních scénách, např. v Jižní Koreji,  Itálii nebo Slovinsku, kde její účast byla nakonec zrušena.

## Ocenění
V roce 2005 byla jmenována zasloužilou umělkyní Ruské federace, v roce 2007 byla vyznamenána Státní cenou Ruské federace. V roce 2008 se stala národní umělkyní Ruské federace.
Obdržela dvakrát ruské divadelní ocenění Zlatá maska (v letech 1999 a 2000 za výkony v Balanchineově Serenádě a ve Spící krasavici). Za výkon v roli Hyppolity/Titanie v baletu Sen noci svatojánské získala v roce 2005 Cenu Benois de la danse, podruhé toto ocenění obdržela za roli Marguerite Gautierové v baletu Dáma s kaméliemi a Mechmene-Banu v Legendě o lásce v roce 2015.

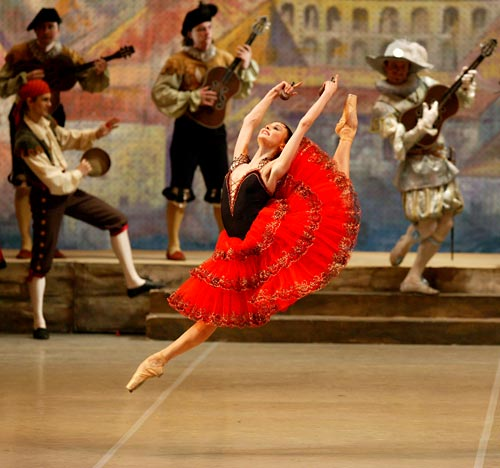
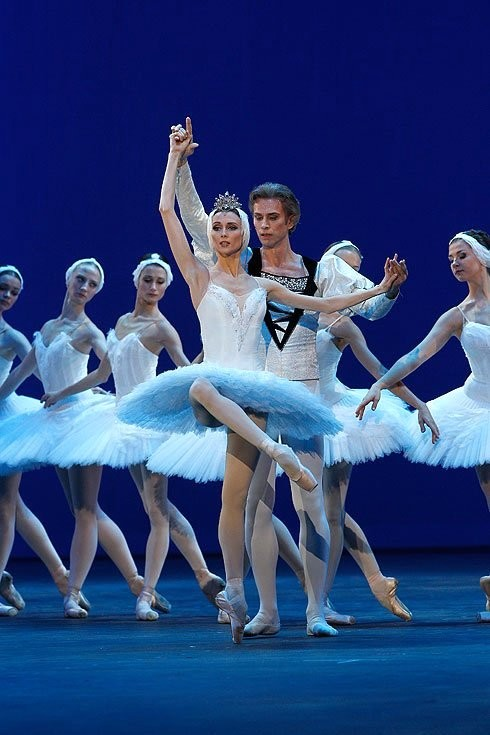
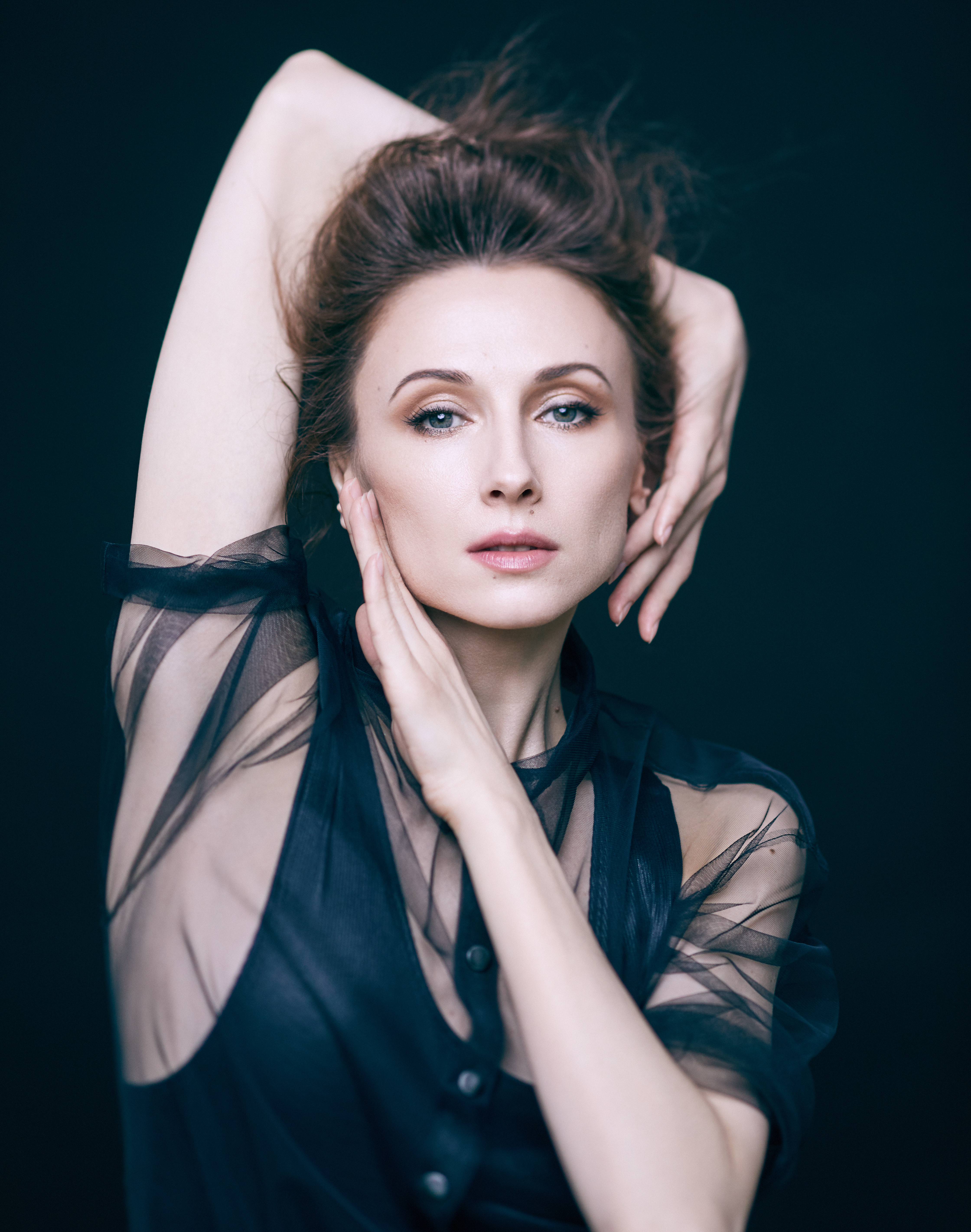
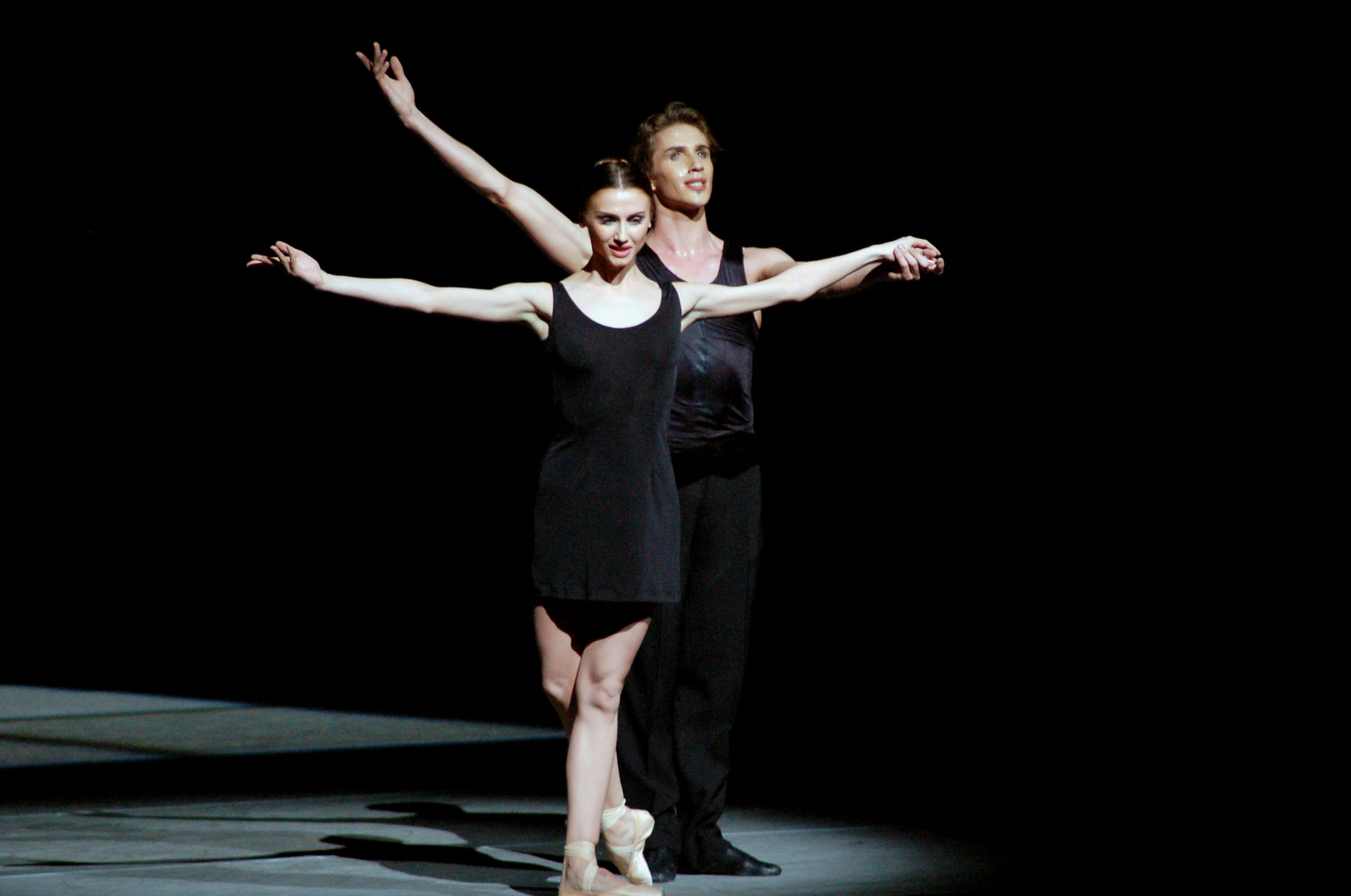